# Roslyn Village Historic District

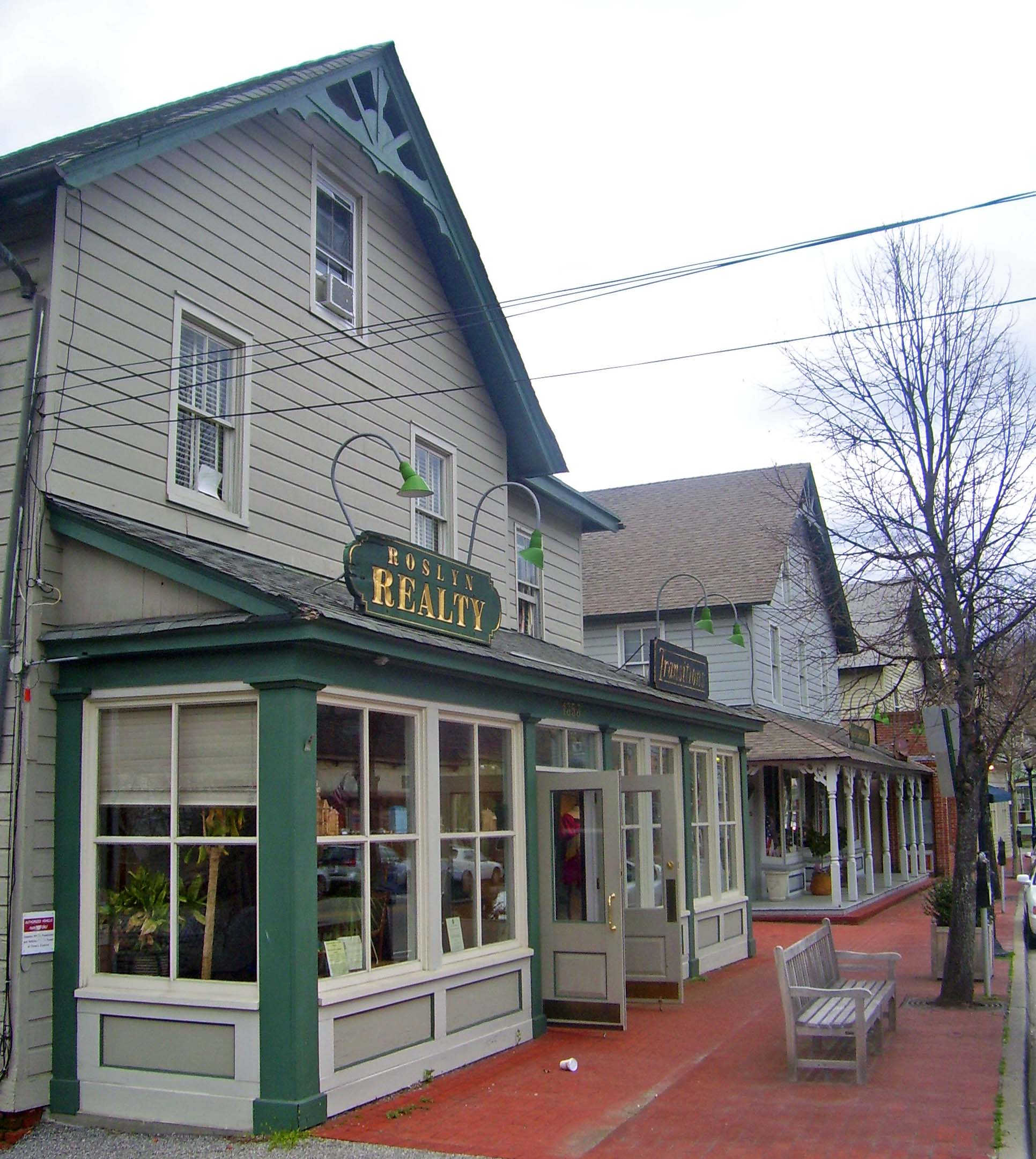
Geschäfte am Old Northern Blvd. (2008)

Der Roslyn Village Historic District ist ein 1987 in das National Register of Historic Places eingetragener Denkmalschutzbezirk und umfasst das Zentrum dieses Ortes im US-Bundesstaat New York. Er umschließt den früher geschaffenen Main Street Historic District, der jedoch als eigenständiges Denkmalschutzgebiet angesehen wird. Im Gegensatz dazu besteht der neuere Bezirk aus mehr geschäftlichen Objekten entlang des Old Northern Boulevard, der einen Bogen durch das Zentrum Roslyns macht, abseits des North Hempstead Turnpikes (New York State Route 25A), der Hauptdurchgangsstraße entlang des North Shores von Long Island. Seine beitragenden Objekte, die teilweise Einzeleinträge des Registers sind, umfassen eine breitere Spanne von Architekturstilen des 19. und frühen 20. Jahrhunderts.
Das Denkmalschutzgebiet umfasst 26 Hektar, wovon allerdings der größte Teil auf den Main Street District entfällt, in das alle Objekte an dieser Straße zwischen Glen Avenue und der Kreuzung mit dem East Broadway fallen. Der Roslyn Village District vereint die meisten übrigen Gebäude in dem Dreieck, das durch Main Street, East Broadway und Old Northern Boulevard gebildet wird sowie einige Bereiche entlang der Glen Avenue bis hin zur State Route 25A und zum alten nördlichen Mühlteich.

## Geschichte
Von den Anfängen der Siedlung Mitte des 17. Jahrhunderts an konzentrierte sich deren Entwicklung um die Main Street. Das Wachstum beschleunigte sich nach der Unabhängigkeitserklärung, als Anfang des 19. Jahrhunderts die meisten Häuser an der Main Street entstanden. Nach dem Bürgerkrieg bestand noch immer Nachfrage nach Häusern in Roslyn und sowohl Hausbauer als auch die Käufer wendeten sich dem East Broadway zu, der mit der Main Street die steilen Hügelflanken und die Uferlinie des Roslyn Ponds teilte, allerdings in entgegengesetzten Richtungen.
Als Ergebnis entstanden bis zum Ende des 19. Jahrhunderts die meisten Gebäude am East Broadway, wobei der Stil der Victorianischen Architektur überwiegt. James K. Davis, der schon früher einige der Häuser an der Main Street projektiert hatte, nahm 1876 den neuen Stil des Second Empire mit seinen Mansardendächern auf und verwendete ihn für sein eigenes Haus in 139 East Broadway. Der Queen Anne Style wiederum ist beispielhaft an Evangeline Charmans Haus in 207 East Broadway zu sehen, das 1895 gebaut wurde.
Anfang des 20. Jahrhunderts gab es noch einigen Platz am Rande des Bezirks, sodass 1921 die Bryant Library dem heutigen Denkmalschutzgebiet sein dominierendes Bauwerk im Stil des Colonial Revivals bescherte. Um das Jahr 1930 war der East Broadway ähnlich entwickelt, wie es die Main Street schon einige Jahrzehnte zuvor gewesen war und die Hausbauer wendeten sich anderen Ortsteilen zu, sodass das Viertel seinen eigenen historischen Charakter bewahren konnte.
Roslyns Landmark Society begann in den 1960er Jahren, die Aufmerksamkeit auf die Identifizierung historischer Bausubstanz und deren Schutz zu lenken und in der Folge entstand das Denkmalschutzgebiet an der Main Street. Bedrohte Häuser aus anderen Teilen der Ortschaft und der Umgebung wurden an den East Broadway versetzt, um sie besser schützen zu können. Ein erweitertes Verzeichnis historischer Gebäude wurde 1979 zur Eintragung an den National Park Service übermittelt. Bei der Überprüfung schreckten die Verantwortlichen in der Behörde vor der Schaffung eines zweiten historischen Bezirks zurück und schlugen vor, dass das Office of Historic Preservation die Ausdehnung der Grenzen des bisherigen Bezirks beantragen solle. Das Amt brachte die Unterlagen neu ein, wobei sorgfältig erklärt wurde, warum Main Street optisch und historisch ein völlig unterschiedliches Gebiet darstellt und letztendlich wurde deswegen der Roslyn Village Historic District gesondert dem National Register hinzugefügt.

## Erhaltung
Roslyn hat in seine Satzung Regelungen aufgenommen, mit denen die Gebäude in beiden zur Ortschaft gehörenden historischen Bezirken geschützt werden. Jegliche Veränderungen oder Abrisse müssen durch ein sechsköpfiges Gremium genehmigt werden. Die Roslyn Landmark Society verfügt für einige Objekte über Baubeschränkungen.